# Mr Gay World 2012
Mr Gay World 2012 là cuộc thi Mr Gay World lần thứ 4 được tổ chức tại The Lyric Theatre, Gold Reef City, Johannesburg, Nam Phi vào ngày 8 tháng 4 năm 2012. Có 22 quốc gia và vùng lãnh thổ tranh tài để giành danh hiệu này. François Nel đến từ Nam Phi trao vương miện cho người kế nhiệm là Andreas Derleth đến từ New Zealand.

## Kết quả
| Hạng                  | Thí sinh                        |
| --------------------- | ------------------------------- |
| Mister Gay World 2012 | - New Zealand — Andreas Derleth |
| Á vương 1             | - Nam Phi — Lance Weyer         |
| Á vương 2             | - Pháp — Remy Frejaville        |
| Á vương 3             | - Hoa Kỳ — Kevin Scott Power    |
| Á vương 4             | - Hà Lan — Thom Goderie         |

### Giải thưởng đặc biệt
| Giải thưởng                       | Thí sinh                                   |
| --------------------------------- | ------------------------------------------ |
| Mr. Gay Congeniality              | - Hà Lan — Thom Goderie                    |
| Mr. Gay Formal Wear               | - Hà Lan — Thom Goderie                    |
| Mr. Gay Photogenic                | - Argentina — Gonzalo Enrique Bagalon      |
| Best National Costume             | - Philippines — Carlito Floro Rosadino Jr. |
| Mr. People's Choice               | - Philippines — Carlito Floro Rosadino Jr. |
| Mr. Gay Outreach                  | - Séc — Tomas Fryda                        |
| Mr. Sports Challenge              | - New Zealand — Andreas Derleth            |
| Best Interview Challenge          | - New Zealand — Andreas Derleth            |
| Mr. Gay Swimwear                  | - New Zealand — Andreas Derleth            |
| Top Score in the MGW Written Exam | - Nam Phi — Lance Weyer                    |

## Các thí sinh
22 thí sinh dự thi.
| Quốc gia/vùng lãnh thổ | Thí sinh                   | Tuổi | Chiều cao               | T.k.   |
| ---------------------- | -------------------------- | ---- | ----------------------- | ------ |
| Argentina              | Gonzalo Bagaloni           | 22   | 1,73 m (5 ft 8 in)      | [ 9 ]  |
| Brasil                 | Heverton Martins           | 24   | 1,76 m (5 ft 9+1⁄2 in)  |        |
| Bulgaria               | Chavdar Arsov              | 25   | 1,76 m (5 ft 9+1⁄2 in)  |        |
| Canada                 | Thomas Egli                | 32   | 1,76 m (5 ft 9+1⁄2 in)  | [ 10 ] |
| Chile                  | Christopher Romo Terraza   | 25   | 1,73 m (5 ft 8 in)      |        |
| Ethiopia               | Robel Hailu                | 25   | 1,71 m (5 ft 7+1⁄2 in)  | [ 11 ] |
| Hà Lan                 | Thom Goderie               | 21   | 1,73 m (5 ft 8 in)      | [ 12 ] |
| Hoa Kỳ                 | Kevin Scott Power          | 22   | 1,79 m (5 ft 10+1⁄2 in) | [ 13 ] |
| Hồng Kông              | Jimmy Wong                 | 26   | 1,81 m (5 ft 11+1⁄2 in) |        |
| Ireland                | Steven Baitson             | 21   | 1,81 m (5 ft 11+1⁄2 in) | [ 14 ] |
| México                 | Miguel Angel Espinosa      | 24   | 1,72 m (5 ft 7+1⁄2 in)  |        |
| Namibia                | Wendelinus Hamutenya       | 24   | 1,71 m (5 ft 7+1⁄2 in)  | [ 15 ] |
| Nam Phi                | Lance Weyer                | 24   | 1,75 m (5 ft 9 in)      | [ 16 ] |
| Na Uy                  | Stephen Grindhaug          | 21   |                         | [ 17 ] |
| New Zealand            | Andreas Derleth            | 32   | 1,90 m (6 ft 3 in)      |        |
| Pháp                   | Remy Frejaville            | 30   | 1,78 m (5 ft 10 in)     | [ 18 ] |
| Phần Lan               | Jussi Laitinen             | 26   | 1,69 m (5 ft 6+1⁄2 in)  | [ 19 ] |
| Philippines            | Carlito Floro Rosadino Jr. | 27   | 1,72 m (5 ft 7+1⁄2 in)  | [ 6 ]  |
| Séc                    | Tomáš Frýda                | 23   | 1,78 m (5 ft 10 in)     | [ 20 ] |
| Tây Ban Nha            | Ángel Cervera              | 24   | 1,81 m (5 ft 11+1⁄2 in) | [ 21 ] |
| Thụy Sĩ                | Stephan Bitterlin          | 42   | 1,76 m (5 ft 9+1⁄2 in)  | [ 22 ] |
| Úc                     | Benjamin Michael           | 29   | 1,85 m (6 ft 1 in)      |        |